# Hennecourt
Ne doit pas être confondu avec Hénencourt ou Honnecourt.
Hennecourt est une commune française située dans le département des Vosges, en région Grand Est. 
Ses habitants sont appelés les Hennécurtiens.

### Localisation

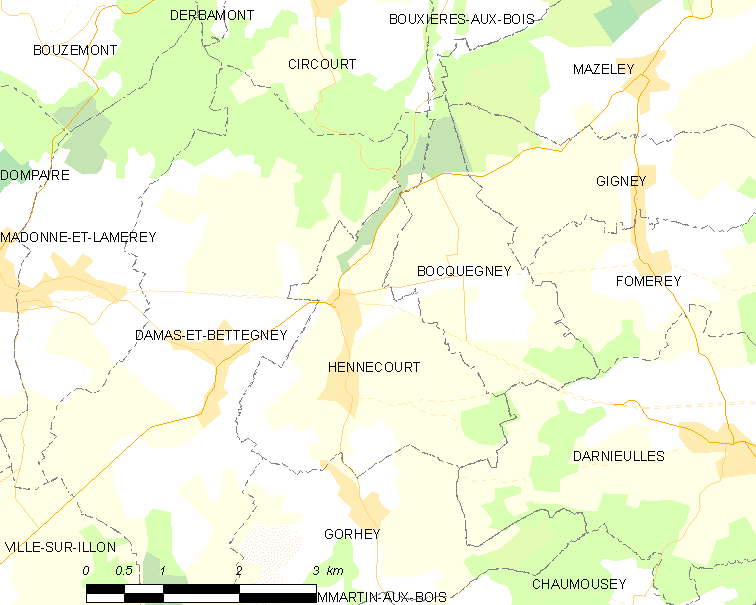
Situation géographique de Hennecourt.

## Géographie

### Géologie et relief
La commune se compose de 49,23 hectares de territoires artificialisés (6,86 %), 570,24 hectares de territoires agricoles et (13,72 %) de forêts et milieux semi-naturels.
Séquoias (Sequoiadendron giganteum) rue Maisons Rouges.
| Circourt           | Bouxières-aux-Bois | Bocquegney  |
| Damas-et-Bettegney | Hennecourt         |             |
|                    | Gorhey             | Darnieulles |

### Hydrographie et les eaux souterraines
Hydrogéologie et climatologie : Système d’information pour la gestion des eaux souterraines du bassin Rhin-Meuse :
Territoire communal : Occupation du sol (Corinne Land Cover); Cours d'eau (BD Carthage),
Géologie : Carte géologique; Coupes géologiques et techniques,
 Hydrogéologie : Masses d'eau souterraine; BD Lisa; Cartes piézométriques.

#### Réseau hydrographique
La commune est située dans le bassin versant du Rhin au sein du bassin Rhin-Meuse. Elle est drainée par la ruisseau la Gitte, le ruisseau de Damas-et-Bettegney, Ru Julot et le ruisseau de Desainchamp,.
La Gitte, d'une longueur totale de 22,2 km, prend sa source dans la commune de Harol et se jette dans le Madon à Velotte-et-Tatignécourt, après avoir traversé neuf communes.

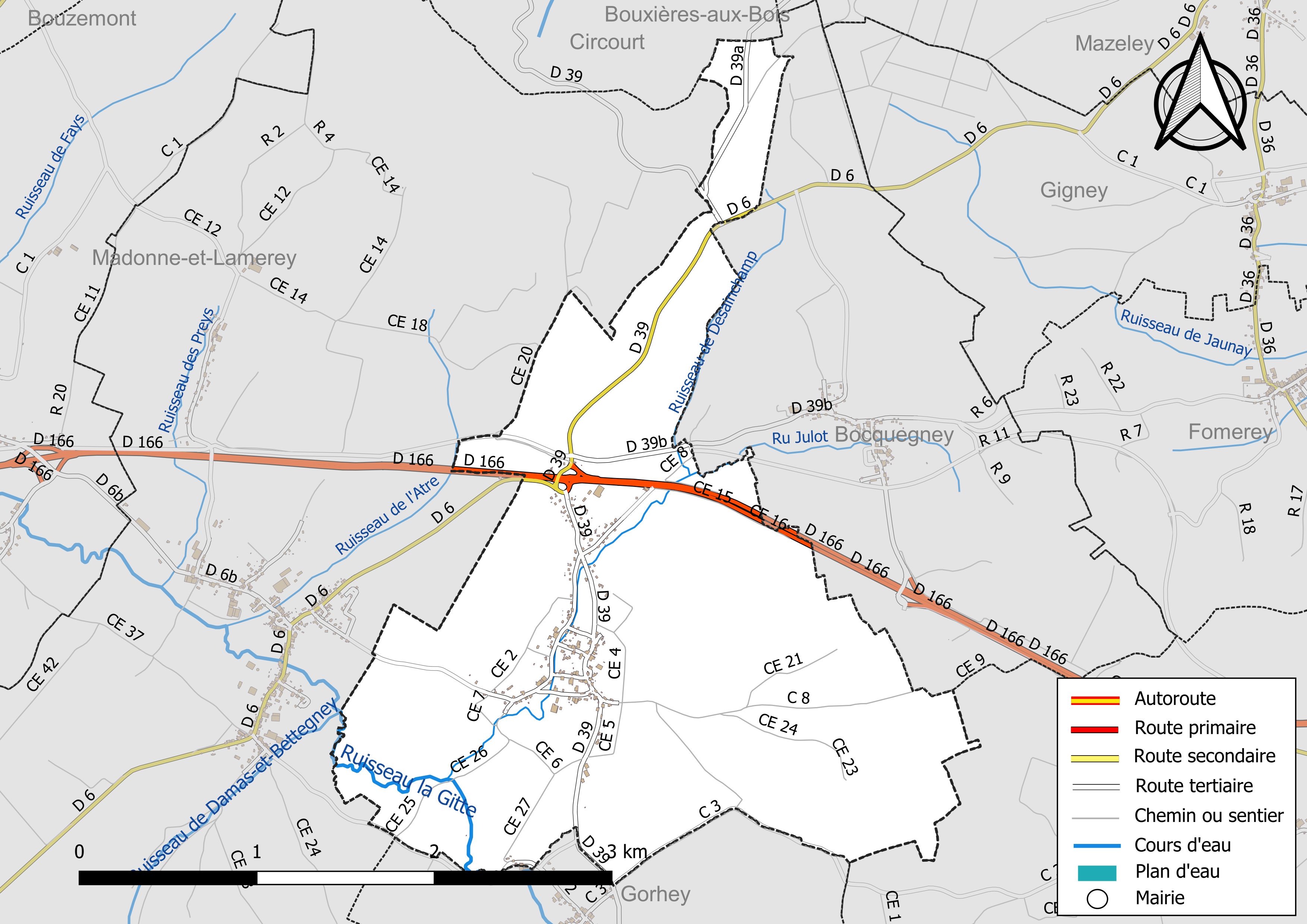
Réseaux hydrographique et routier d'Hennecourt.

#### Gestion et qualité des eaux
Le territoire communal est couvert par le schéma d'aménagement et de gestion des eaux (SAGE) « Nappe des Grès du Trias Inférieur ». Ce document de planification, dont le territoire comprend le périmètre de la zone de répartition des eaux de la nappe des Grès du trias inférieur (GTI), d'une superficie de 1 497 km2,  est en cours d'élaboration. L’objectif poursuivi est de stabiliser les niveaux piézométriques de la nappe des GTI et atteindre l'équilibre entre les prélèvements et la capacité de recharge de la nappe. Il doit être cohérent avec les objectifs de qualité définis dans les SDAGE Rhin-Meuse et Rhône-Méditerranée. La structure porteuse de l'élaboration et de la mise en œuvre est le conseil départemental des Vosges.
La qualité des eaux de baignade et des cours d’eau peut être consultée sur un site dédié géré par les agences de l’eau et l’Agence française pour la biodiversité.

### Climat
Pour des articles plus généraux, voir Climat du Grand Est et Climat des Vosges.
En 2010, le climat de la commune est de type climat des marges montargnardes, selon une étude du Centre national de la recherche scientifique s'appuyant sur une série de données couvrant la période 1971-2000. En 2020, Météo-France publie une typologie des climats de la France métropolitaine dans laquelle la commune est exposée à un climat semi-continental et est dans la région climatique  Lorraine, plateau de Langres, Morvan, caractérisée par un hiver rude (1,5 °C), des vents modérés et des brouillards fréquents en automne et hiver. 
Pour la période 1971-2000, la température annuelle moyenne est de 9,6 °C, avec une amplitude thermique annuelle de 17,1 °C. Le cumul annuel moyen de précipitations est de 1 019 mm, avec 12,9 jours de précipitations en janvier et 10 jours en juillet. Pour la période 1991-2020, la température moyenne annuelle observée sur la station météorologique de Météo-France la plus proche, « Dommartin-aux-Bois_sapc », sur la commune de Dommartin-aux-Bois à 5 km à vol d'oiseau, est de 10,6 °C et le cumul annuel moyen de précipitations est de 908,9 mm. 
La température maximale relevée sur cette station est de 39,4 °C, atteinte le 25 juillet 2019 ; la température minimale est de −17,5 °C, atteinte le 20 décembre 2009,,. 
Les paramètres climatiques de la commune ont été estimés pour le milieu du siècle (2041-2070) selon différents scénarios d'émission de gaz à effet de serre à partir des nouvelles projections climatiques de référence DRIAS-2020. Ils sont consultables sur un site dédié publié par Météo-France en novembre 2022.

## Urbanisme

### Typologie
Au 1er janvier 2024, Hennecourt est catégorisée commune rurale à habitat dispersé, selon la nouvelle grille communale de densité à sept niveaux définie par l'Insee en 2022.
Elle est située hors unité urbaine. Par ailleurs la commune fait partie de l'aire d'attraction d'Épinal, dont elle est une commune de la couronne,. Cette aire, qui regroupe 118 communes, est catégorisée dans les aires de 50 000 à moins de 200 000 habitants,.

### Occupation des sols
L'occupation des sols de la commune, telle qu'elle ressort de la base de données européenne d’occupation biophysique des sols Corine Land Cover (CLC), est marquée par l'importance des territoires agricoles (79,4 % en 2018), en diminution par rapport à 1990 (82 %). La répartition détaillée en 2018 est la suivante : 
terres arables (62,7 %), prairies (16,7 %), forêts (13,8 %), zones urbanisées (6,8 %). L'évolution de l’occupation des sols de la commune et de ses infrastructures peut être observée sur les différentes représentations cartographiques du territoire : la carte de Cassini (XVIIIe siècle), la carte d'état-major (1820-1866) et les cartes ou photos aériennes de l'IGN pour la période actuelle (1950 à aujourd'hui).

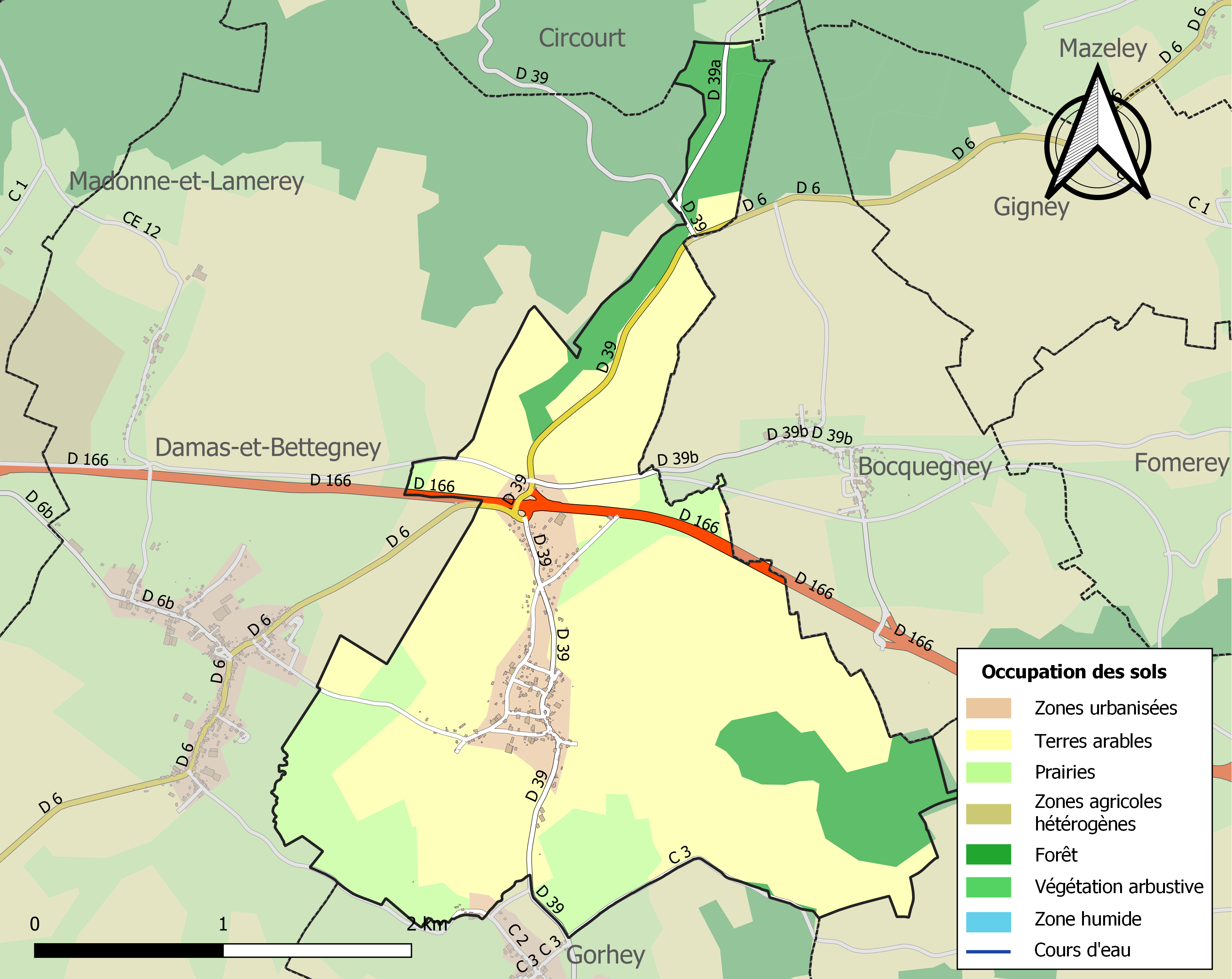
Carte des infrastructures et de l'occupation des sols de la commune en 2018 (CLC).

### Voies de communications et transports

#### Voies routières
- A31 (aussi appelée autoroute de Lorraine-Bourgogne). Échangeur Bulgnéville > Vittel.

#### Transports en commun

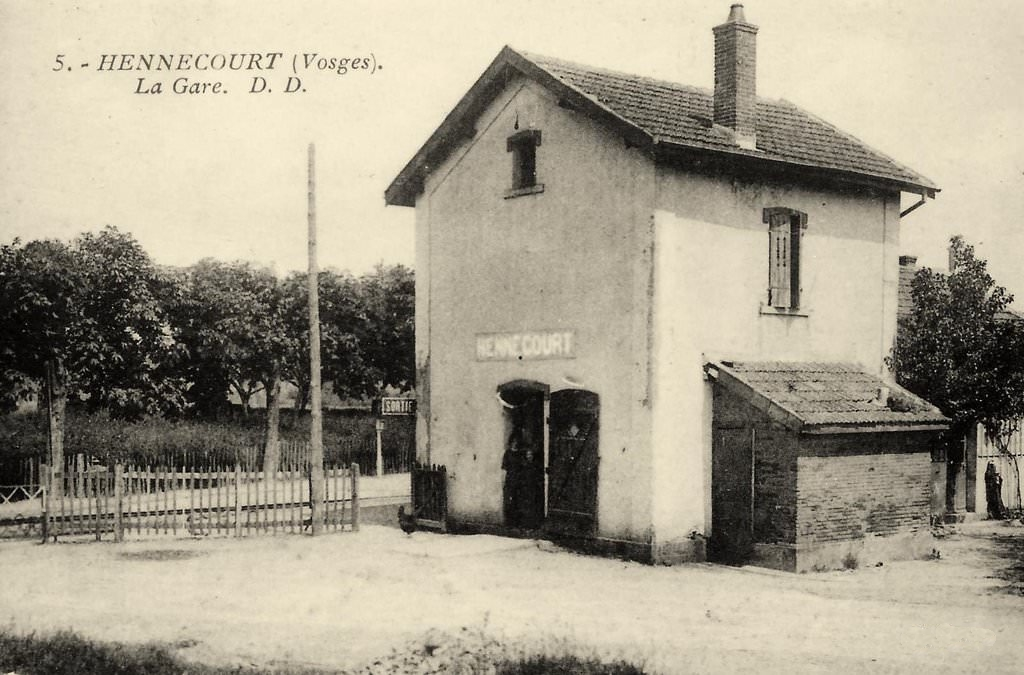
Carte postale de la gare vers 1910,

- Fluo Grand Est.

#### Lignes SNCF
- Gare de Thaon
- Gare d'Épinal
- Gare de Châtel - Nomexy

#### Transports aériens
- Aéroport d'Épinal-Mirecourt « Vosges Aéroport ».

À partir de l'été 2021, l’aéroport d’Épinal-Mirecourt devient le pélicandrome de la Zone Est et servira ainsi de base de ravitaillement et d’intervention pour les avions bombardiers d’eau Q Series ou de Havilland Canada DHC-8, aussi connu sous le nom de Dash 8.

## Toponymie
Le nom de la localité est attesté sous les formes Hennoniscurtis (1109) ; ? Hymoniscurtis (1148) ; ? R. de Helmonicurte (XIe ou XIIe siècle) ; ? Ex Emoniscurte (XIe ou XIIe siècle) ; Dehaneruc (XIe ou XIIe siècle) ; Hannocourt (XIIe siècle) ; Hennecours (1298) ; Hanecourt (XIIIe siècle) ; Hennecour (1354) ; Haneiguourt (1358) ; Hennecourt (1379) ; Hennecors (XIVe siècle) ; Hannecourt (1562) ; Heumecour (1656) ; Hencourt (XVIIe siècle) ; Hennecuria (1768).

## Histoire
Le nom du village, Hennoniscuris, est attesté depuis 1109. Le ban de Hennecourt appartenait pour moitié au petit chancelier du chapitre de Remiremont et moitié aux seigneurs voués. Au spirituel, la commune dépendait de la paroisse de Gorhey, doyenné de Jorxey.
De 1790 à l’an IX, Hennecourt faisait déjà partie du canton de Dompaire.
Le 11 juillet 1984, une rafale descendante (Macrorafales) d'intensité extrême (D5) traversa la commune, causant de nombreux dégâts matériels, mais aucune victime ne fut à déplorer la tornade a causé de nombreux dégâts dans la commune.

## Politique et administration

### Découpage territorial
Par arrêté préfectoral du 15 septembre 2023, la commune est retirée le 1er janvier 2024 de l'arrondissement d'Épinal et rattachée à l'arrondissement de Neufchâteau.

### Liste des maires
| Période                                  | Période                   | Identité                                       | Étiquette | Qualité |
| ---------------------------------------- | ------------------------- | ---------------------------------------------- | --------- | ------- |
| Les données manquantes sont à compléter. |                           |                                                |           |         |
| mars 1946                                | mars 1959                 | Adrien Pacotte                                 |           |         |
| mars 1959                                | mars 1971                 | Louis Dugravot                                 |           |         |
| mars 1971                                | mars 1977                 | André Fréchin                                  |           |         |
| mars 1977                                | 1979                      | Pierre Martin                                  |           |         |
| 1979                                     | juin 1995                 | Claude Boulay                                  |           |         |
| juin 1995                                | mars 2008                 | Michel Mathieu                                 |           |         |
| mars 2008                                | En cours (au 25 mai 2020) | Christine Adam Réélue pour le mandat 2020-2026 |           |         |

### Budget et fiscalité 2023

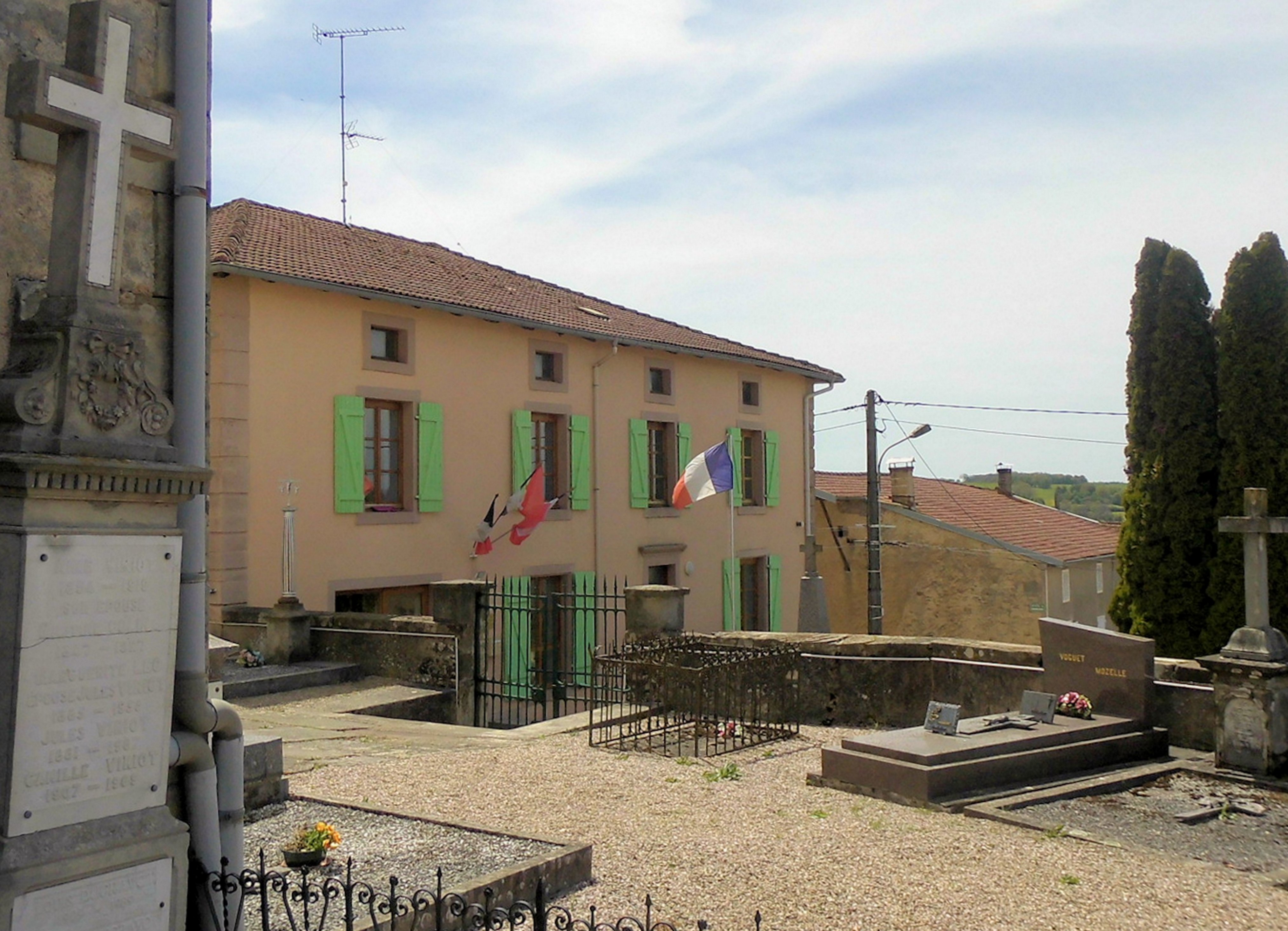
La mairie.

En 2023, le budget de la commune était constitué ainsi :
- total des produits de fonctionnement : 333 000 €, soit 906 € par habitant ;
- total des charges de fonctionnement : 282 000 €, soit 766 € par habitant ;
- total des ressources d'investissement : 156 000 €, soit 425 € par habitant ;
- total des emplois d'investissement : 116 000 €, soit 315 € par habitant ;
- endettement : 25 000 €, soit 67 € par habitant.

Avec les taux de fiscalité suivants :
- taxe d'habitation : 21,01 % ;
- taxe foncière sur les propriétés bâties : 38,92 % ;
- taxe foncière sur les propriétés non bâties : 37,45 % ;
- taxe additionnelle à la taxe foncière sur les propriétés non bâties : 0,00 % ;
- cotisation foncière des entreprises : 0,00 %.

Chiffres clés Revenus et pauvreté des ménages en 2021 : médiane en 2021 du revenu disponible, par unité de consommation : 23 880 €.

## Population et société

### Démographie

#### Évolution démographique
L'évolution du nombre d'habitants est connue à travers les recensements de la population effectués dans la commune depuis 1793. Pour les communes de moins de 10 000 habitants, une enquête de recensement portant sur toute la population est réalisée tous les cinq ans, les populations de référence des années intermédiaires étant quant à elles estimées par interpolation ou extrapolation. Pour la commune, le premier recensement exhaustif entrant dans le cadre du nouveau dispositif a été réalisé en 2006.

En 2022, la commune comptait 342 habitants, en évolution de −4,74 % par rapport à 2016 (Vosges : −2,96 %, France hors Mayotte : +2,11 %).
| 1793 | 1800 | 1806 | 1821 | 1831 | 1836 | 1841 | 1846 | 1856 |
| ---- | ---- | ---- | ---- | ---- | ---- | ---- | ---- | ---- |
| 270  | 258  | 264  | 289  | 337  | 348  | 345  | 355  | 312  |

| 1861 | 1866 | 1876 | 1881 | 1886 | 1891 | 1896 | 1901 | 1906 |
| ---- | ---- | ---- | ---- | ---- | ---- | ---- | ---- | ---- |
| 310  | 313  | 303  | 314  | 319  | 302  | 320  | 301  | 281  |

| 1911 | 1921 | 1926 | 1931 | 1936 | 1946 | 1954 | 1962 | 1968 |
| ---- | ---- | ---- | ---- | ---- | ---- | ---- | ---- | ---- |
| 276  | 240  | 232  | 227  | 214  | 214  | 193  | 172  | 178  |

| 1975 | 1982 | 1990 | 1999 | 2006 | 2011 | 2016 | 2021 | 2022 |
| ---- | ---- | ---- | ---- | ---- | ---- | ---- | ---- | ---- |
| 186  | 240  | 286  | 323  | 351  | 349  | 359  | 351  | 342  |

### Enseignement
Établissements d'enseignements :
- Écoles maternelles et primaires à Hennecourt, Damas-et-Bettegney, Darnieulles, Dompaire, Girancourt, Madonne-et-Lamerey, Chaumousey.
- Collèges à Dompaire, Thaon-les-Vosges, Golbey, Épinal.
- Lycées à Harol, Thaon-les-Vosges, Épinal.

### Santé
Professionnels et établissements de santé :
- Médecins à Damas-et-Bettegney, Dompaire, Darnieulles, Girancourt, Uxegney, Chaumousey, Les Forges.
- Pharmacies à Dompaire, Girancourt, Uxegney, Chaumousey, Les Forges, Thaon-les-Vosges.
- Hôpitaux à Ville-sur-Illon, Thaon-les-Vosges, Golbey, Châtel-sur-Moselle.

### Cultes
- Culte catholique, Paroisse La-Croix-de-Virine[36], Diocèse de Saint-Dié.

## Économie

### Entreprises et commerces
- Commerces et services de proximité[37].

## Culture locale et patrimoine

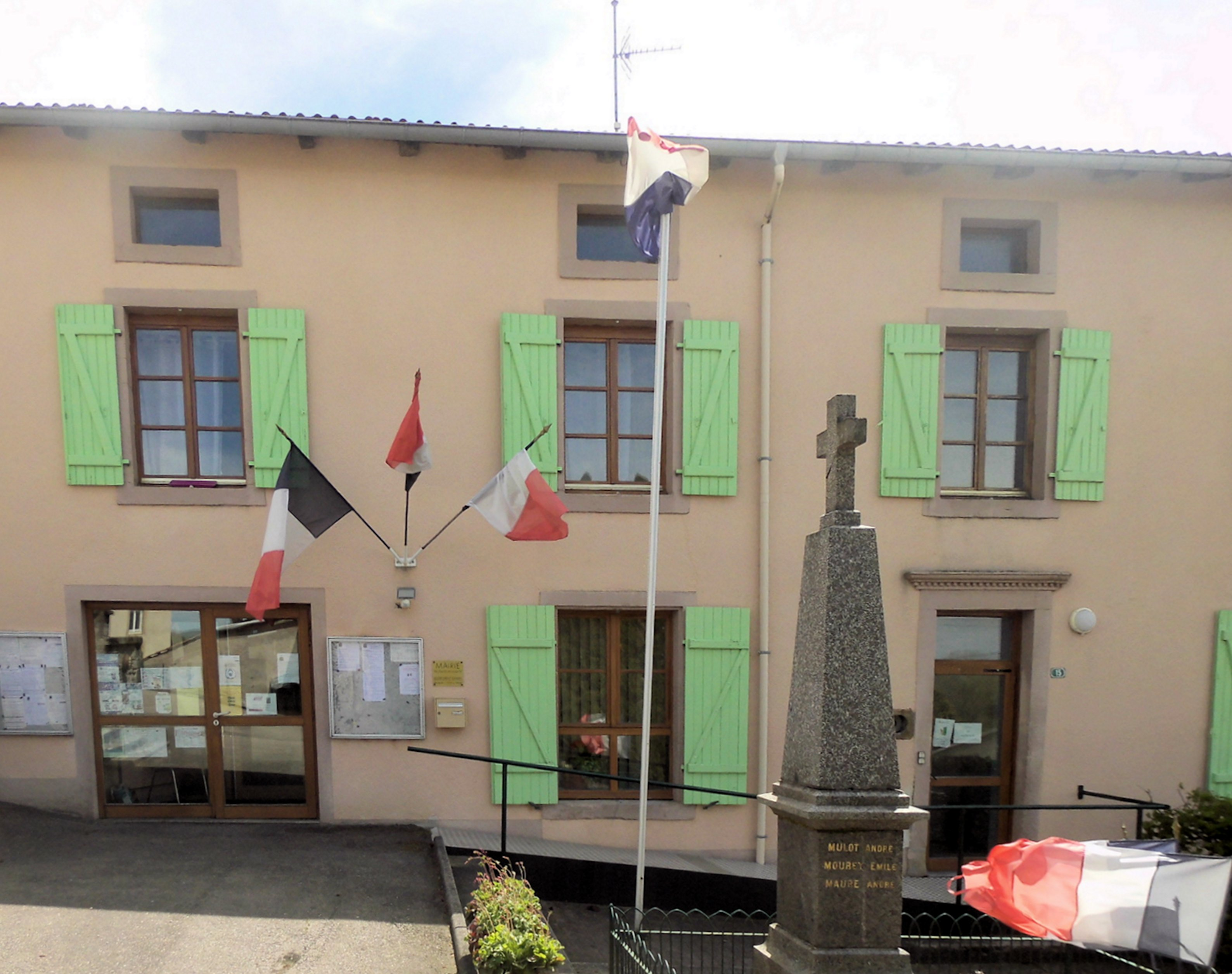
La mairie et son monument aux morts
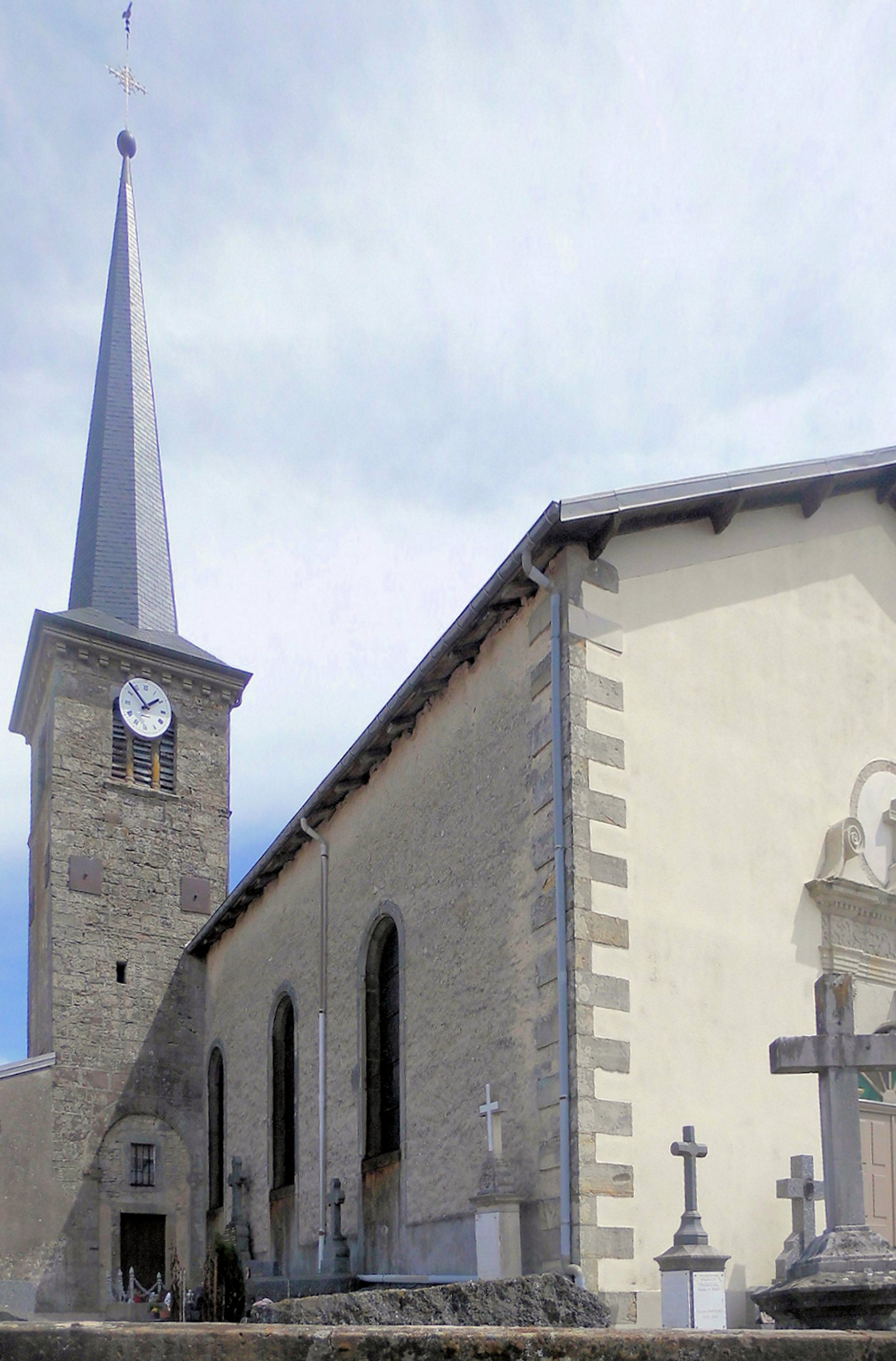
L'église Saint Martin

### Lieux et monuments
- Église Saint-Martin, la base de la tour date du XIIe siècle.

Patrimoine mobilier.
- Ancienne gare

- Patrimoine rural recensé par le service régional de l'Inventaire général du patrimoine culturel[39].
- Puits couvert avec son toit de forme pyramidale[40].
- Calvaire.
- Fontaine de la rue du Petal.
- Le pont de la Grande Rue et le Lavoir.
- Fontaine résurgente rue de la Vieille Haie.
- Monument aux morts[41],[42].

### Personnalités liées à la commune
- Jean-Joseph Thorelle (1806-1889), peintre et graveur est né à Hennecourt.

### Héraldique, logotype et devise
Commune sans blason.

## Pour approfondir